# Толстоголовка цинара
Толстоголовка цинара (лат. Pyrgus cinarae) — бабочка из семейства толстоголовок.

## Этимология названия

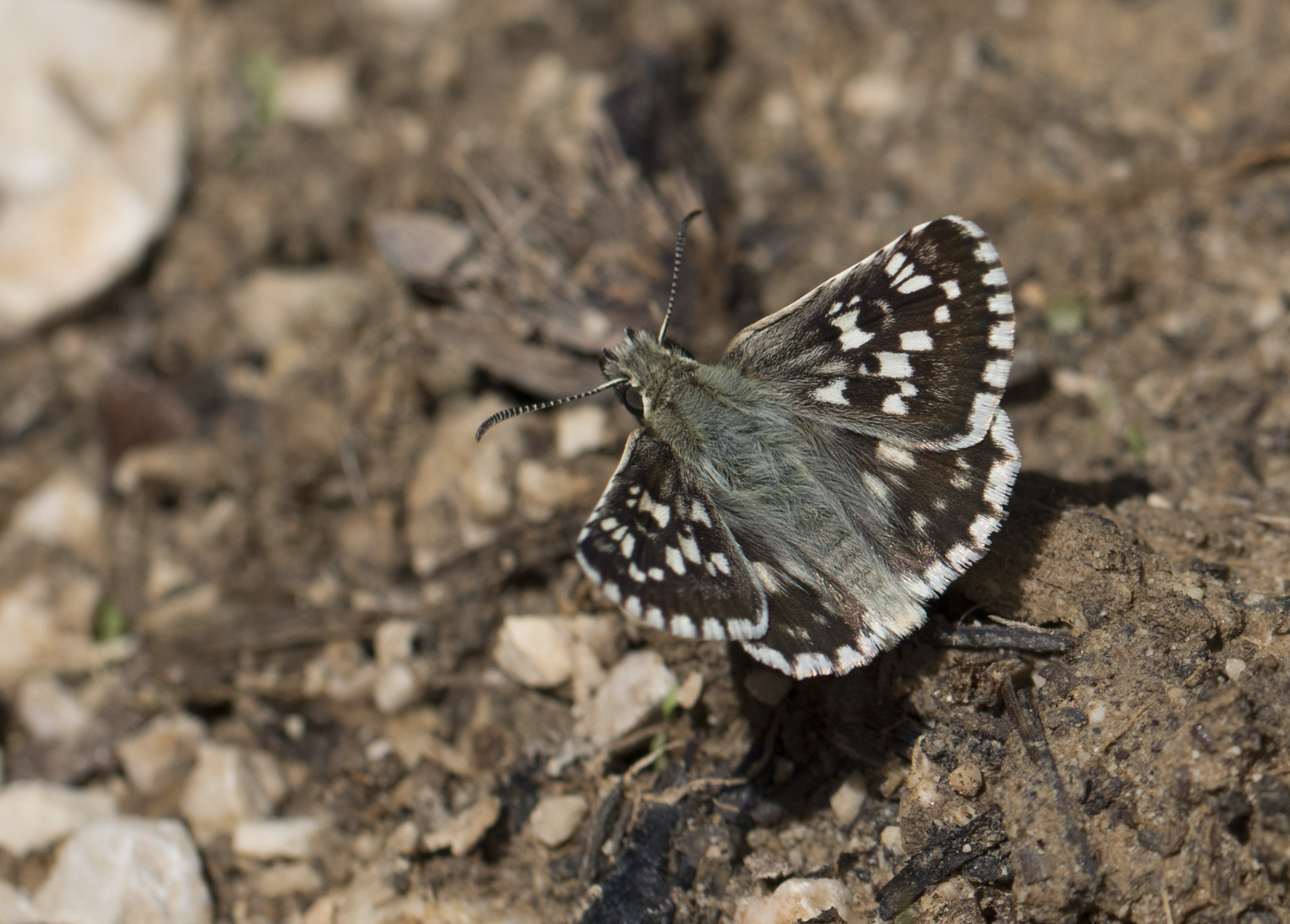

Цинара (римская поэзия) — возлюбленная Горация..

## Описание
Долина переднего крыла 14—16 мм. Фоновая окраска крыльев черная, с крупными, часто соприкасающимися, угловатыми белыми пятнами. Фон нижней стороны передних крыльев черно-бурого цвета.

## Ареал и места обитания
Юг европейской части России, юго-восток Украины, Крым, Восточная Испания, Балканский полуостров, Турция, Кавказ, Закавказье.
В Восточной Европе вид обитает только лишь в степной зоне на юго-востоке Украины (Луганская и Донецкая области), где он является весьма редким. Отмечен во многих местах юго-восточного Крыма, где в пределах местобитаний бабочки этого вида встречается часто, относительно многочисленно. Также обитает на юге и юго-востоке европейской части России и на Кавказе. В Нижнем Поволжье встречается на Правобережье Саратовской области, юге Волгоградской области и Астраханской области. На востоке граница ареала проходит по Кувандыкскому и Новотроицкому районам Оренбургской области и Башкирии. В Приазовье встречается на территории Ростовской области. На Западном Кавказе известен из района Новороссийска.
Бабочки населяют разнотравные степи, сухие травянистые и каменистые склоны, лесные дороги, остепненные каменистые склоны южных экспозиций, сухие степи на известняковых почвах.

## Биология
Развивается в одном поколении за год. Время лёта наблюдается с конца июня по июль. Бабочки ведут себя очень пугливо. Часто садятся на почву, на травянистые растения, питаются на цветущих сложноцветных (Asterceae). Самцы придерживаются постоянных участков территории, с которых они прогоняют других самцов. Яйца откладываются самками на цветковые почки растений рода лапчатка, которые являются кормовыми для гусениц.

## Замечания по охране
Вид занесен в Красную книгу Международного союза охраны природы (МСОП), где ему присвоена 4 категория охраны (LR (NT) — таксон, не находящийся под угрозой исчезновения, но близкий к нему, имеющий неблагоприятные тенденции на окружающих территориях или зависимый от осуществляемых мер охраны).